# Zbyslavice
Zbyslavice település Csehországban, Ostrava városi járásban. Zbyslavice Čavisov, Olbramice, Těškovice, Kyjovice és Bítov településekkel határos. Lakosainak száma 661 fő (2024. január 1.).

## Népesség
A település lakosságának változását az alábbi diagram mutatja:
| Lakosok száma | 498  | 587  | 676  | 558  | 583  | 540  | 633  | 636  | 659  | 661  |
|               | 1869 | 1890 | 1921 | 1950 | 1980 | 2001 | 2017 | 2019 | 2022 | 2024 |